# School Rumble
School Rumble (スクールランブル?, Sukūru Ranburu) è un manga scritto e disegnato da Jin Kobayashi, successivamente adattato come serie televisiva anime nel 2004 dallo Studio Comet. Esso è costituito da 26 episodi di circa 24 minuti l'uno e 2 OAV. Ha avuto una seconda stagione, sempre di 26 episodi, nel 2006 chiamata School Rumble secondo semestre. School Rumble è una commedia romantica tra i banchi di scuola condita con molto humor e una piccola quantità di fanservice.
In Italia il manga è stato pubblicato parzialmente dall'agosto 2004 sulla rivista Yatta! edita da Play Press Publishing fino al febbraio 2006, anno in cui fu interrotta la pubblicazione, mentre le due serie anime sono state trasmesse entrambe su Cartoon Network, la prima dal 22 ottobre 2007 mentre la seconda dal 4 febbraio 2008. In seguito è stato trasmesso in chiaro su Boing dal 5 aprile 2008 e pubblicato in DVD da Dynit dal giugno dello stesso anno.

## Trama
La serie si occupa principalmente di seguire la vita scolastica di Tenma Tsukamoto, una giovane ragazza del secondo anno piena di vita e non troppo acuta alle prese con il suo tormentato amore per lo strano Ōji Karasuma. Nella stessa classe si trova anche Kenji Harima il quale, invaghito della ragazza, per Tenma da teppista di strada è diventato uno studente volenteroso. Il triangolo è ricco di incomprensioni che portano avanti la trama fino allo scontro finale (solo immaginato da Harima), o meglio fino alla conclusione inconcludente della serie in cui tutte le posizioni restano praticamente invariate.
Mentre i tre hanno un ruolo predominante per quasi metà serie, a un certo punto incominciano a essere approfondite anche le avventure degli altri compagni di classe e degli amici di Tenma, compresa sua sorella Yakumo. Veniamo quindi a fare la conoscenza di Eri Sawachika, coinvolta ogni volta da situazioni imbarazzanti con Harima, oppure di Mikoto Suō e del suo amico d'infanzia Haruki Hanai, ora rappresentante di classe.
In ogni episodio assistiamo ad almeno un incidente che interrompe i piani di Harima che tenta in tutti i modi, senza mai riuscirci, di dichiarare il suo amore a Tenma e che ottiene come unico risultato che questa gli si affezioni come semplice amica. Mentre la ragazza pur riuscendo a dichiararsi a Karasuma, non riesce ad avere da questo le attenzioni che desidererebbe ottenere.

## Personaggi principali

Copertina del primo DVD italiano dell'anime, raffigurante i personaggi della serie

I personaggi principali nella sigla iniziale della seconda serie

### Classe 2-C
Tenma Tsukamoto (塚本 天満?, Tsukamoto Tenma)
Doppiata da: Ami Koshimizu (ed. giapponese), Benedetta Ponticelli (ed. italiana)
È la protagonista femminile. Lei ama Karasuma Ōji ma non sembra minimamente ricambiata, tanto che in una scena il ragazzo fa intendere di preferire a lei il riso al curry. Tenma è ancora piuttosto infantile e a volte viene presa per la sorella minore di Yakumo. Uno dei suoi segni distintivi sono le ciocche di capelli che lega verso l'esterno ai lati della testa come antenne e che sembra riuscire a muovere (in un episodio viene spiegato che li utilizza anche per ricordarsi degli avvenimenti della giornata, posizionando le ciocche come lancette dell'orologio). È piuttosto lenta a capire le cose e non riesce in alcun modo a comprendere i sentimenti per lei di Harima, pensando che lui sia innamorato di una delle sue compagne. Nonostante tutti i suoi simpatici difetti, Yakumo ha molta considerazione di lei, svolgendo praticamente da sola tutte le faccende di casa e diventando addirittura violenta nel caso qualcuno la prenda in giro. Tenma è alta 154 cm.
Harima Kenji (播磨 拳児?, Harima Kenji)
Doppiato da: Hiroki Takahashi (ed. giapponese), Alessandro Maria D'Errico (ed. italiana)
Il protagonista maschile della serie, è un ex-delinquente che ama Tenma. La vita di strada lo ha reso un duro, violento e aggressivo, quasi senza rivali nella rissa. Ma grazie all'amore per Tenma si trasforma in uno studente volenteroso, anche se i suoi voti rimangono terribili. Durante la serie Harima muta diverse volte aspetto. All'inizio lo fa per non essere riconosciuto da Tenma: infatti tempo prima, dopo aver salvato la ragazza da alcuni delinquenti questa, risvegliatasi in casa sua dopo un mancamento, lo aveva sorpreso a pochi centimetri da lei e lo aveva ritenuto un maniaco. Dopo questo avvenimento si fa crescere barba e baffi e torna a scuola a tempo pieno. Harima vuole diventare un mangaka e riesce a farsi aiutare da Yakumo (Tenma sospetta abbiano addirittura una relazione), la quale è interessata a lui per la sua capacità di parlare con gli animali. Ogni volta che Harima tenta di dichiarare il suo amore a Tenma capita qualcosa che lo ferma o grazie a un'incomprensione i suoi tentativi falliscono.
Eri Sawachika (沢近 愛理?, Sawachika Eri)
Doppiata da: Yui Horie (ed. giapponese), Serena Clerici (ed. italiana)
Amica di Tenma, di Akira e di Mikoto, è estremamente ricca e snob ed è riconosciuta da tutti come la tipica principessina. Nonostante ciò, dimostra ben presto di essere una ragazza estremamente dotata, sia intellettualmente sia fisicamente, capace di riuscire bene in qualsiasi cosa. Essendo una ragazza molto attraente, è tra le studentesse più corteggiate della scuola, anche se i suoi ammiratori sono da lei quasi tutti respinti. Ha una forte ammirazione per suo padre che è continuamente in viaggio d'affari. Quando per sbaglio Harima le dice di amarla, confondendola per Tenma, questa comincia a essere attratta dal ragazzo, anche se non vuole ammettere i propri sentimenti e arriva persino a ferirlo (gli taglia a zero i capelli come a un samurai). Alla fine del manga d'epilogo School Rumble Z, sarà mostrata un'immagine di loro due insieme, con una bambina in braccio, con tutta probabilità la figlia.
Mikoto Suō (周防 美琴?, Suō Mikoto)
Doppiata da: Hitomi Nabatame (ed. giapponese), Giovanna Papandrea (ed. italiana)
Amica di Tenma, è attraente, alta, atletica e decisamente prosperosa. Questa sua caratteristica la rende la più popolare tra i maschi e porta Imadori a darle costantemente la caccia. Innamorata del suo senpai, durante la serie scopre che questo ha una ragazza e per colmare la delusione si rivolge alle amiche. Sempre durante la serie, Eri parla di lei dietro le sue spalle e per questo la loro amicizia vacilla.
Akira Takano (高野 晶?, Takano Akira)
Doppiata da: Kaori Shimizu (ed. giapponese), Francesca Bielli (ed. italiana)
Akira è il presidente del Tea Club e un'affezionata amica di Tenma. Straordinariamente intelligente, sempre particolarmente seria e del tutto inespressiva (in un capitolo dell'anime, Tenma, per punizione in un gioco di società, le ordina di sorridere, per la prima e unica volta, ma la scena non è mostrata al pubblico), Akira sembra essere sempre in grado di stabilire con eccezionale perspicacia e accuratezza lo svolgersi degli eventi, come quando trova un Harima completamente nudo che blocca Eri in costume da bagno. Spesso ha atteggiamenti strani e allarmanti per una persona comune, quale ad esempio la sua abitudine di vestire in pubblico con improponibili costumi. Infine, considerando un extra di un episodio televisivo, sembra avere una doppia vita, nella quale sembra essere un agente speciale di una qualche organizzazione segreta, e nel caso in questione deve salvare un ragazzino da una banda mafiosa, utilizzando disinvoltamente armi ed esplosivi e generando un concitato inseguimento in motocicletta. Nonostante queste caratteristiche è un personaggio di secondo piano e poco approfondito nella serie.
Oji Karasuma (烏丸 大路?, Karasuma Ōji)
Doppiato da: Hiroki Konishi (ed. giapponese), Federico Zanandrea (ed. italiana)
Karasuma è il ragazzo che Tenma adora. Un tipo piuttosto introverso e dai modi strambi, assolutamente inespressivo, si veste da kappa nei giorni di pioggia e sembra amare più la cucina di Tenma che la ragazza stessa. Ha la capacità di pedalare velocissimo e in più di un'occasione dimostra capacità fisiche straordinarie. Durante la serie scopriamo che Karasuma è un famoso mangaka (conosciuto con il nome di Nijōfu), ma l'unico a saperlo è Harima.
Hanai Haruki (花井 春樹?, Hanai Haruki)
Doppiato da: Shinji Kawada, Mika Itō (da bambino) (ed. giapponese), Lorenzo Scattorin, Patrizia Mottola (da bambino) (ed. italiana)
Rappresentante della classe 2-C, Hanai è molto serio e tenta di tenere a bada gli scalmanati compagni di classe, specialmente i maschi. Amico di infanzia di Mikoto, grazie a lei diventa un fortissimo maestro di arti marziali. Ama follemente Yakumo e contrariamente a tutti gli altri le dichiara apertamente il suo amore e la bracca costantemente. Sia lui, sia Harima chiamano le sorelle Tsukamoto per cognome e questo li porta spesso a confondersi, credendo di essere rivali in amore. Le caratteristiche che lo differenziano dagli altri personaggi sono il suo modo di parlare e la fiducia che ha in sé stesso, infatti quando Yakumo riesce a leggergli nel pensiero rimane stupita dal fatto che le parole del ragazzo corrispondessero perfettamente a quello che pensava.
Kyousuke Imadori (今鳥 恭介?, Imadori Kyōsuke)
Doppiato da: Daisuke Kishio (ed. giapponese), Renato Novara (ed. italiana)
Considerato da tutti un pervertito, è costantemente impegnato a corteggiare qualsiasi bella (e formosa) ragazza della scuola. Lo si vede spesso occupato al telefono cellulare, probabilmente per contattare qualche ragazza e dimostrando di avere un discreto successo. Attratto dalle misure di Mikoto, per sbaglio propone a Ichijō di uscire con lui, cercando poi in tutti i modi di allontanarla, a causa del suo seno piccolo e del pericolo che vede nella forza di lei. A dispetto del suo aspetto e della sua apparente serietà, dimostra spesso di essere di una stupidità inquietante, ad esempio quando inventa una fallimentare tecnica per le staffette chiamata "piroette speciali".
Kentarō Nara (奈良 健太郎?, Nara Kentarō)
Doppiato da: Yūki Tai (ed. giapponese), Massimo Di Benedetto (stagione 1), Paolo De Santis (stagione 2, ep. 1-3, 14), ? (stagione 2, ep. 4+) (ed. italiana)
Un ragazzo del tutto normale e comune che prova qualcosa per Tenma e che nei suoi tentativi di uscire con lei è sempre ostacolato dalla sfortuna o dalla minacciosa gelosia di Harima. Insegna a Tenma a nuotare.
Karen Ichijō (一条 かれん?, Ichijō Karen)
Doppiata da: Yūka Nanri (ed. giapponese), Ludovica De Caro (stagione 1), ? (stagione 2) (ed. italiana)
Timida, dolce e riservata, ha una figura esile, che non lascia intuire la sua incredibile forza fisica, sviluppata in anni di allenamenti di wrestling. Prende al volo la possibilità di uscire con Imadori, ma alla fine si rende conto che non è ciò che vuole e lascia che il ragazzo si diverta con chi vuole, chiedendo a Tenma di non intervenire. Per colpa di Tenma diventa "amica" di Lala Gonzalez. Interpreta il ranger verde di una serie simile ai Power Rangers. Dimostra anche di avere una bellissima voce, diventando la cantante della band della classe, durante il festival scolastico. Curiosamente, la sua timidezza non sembra rivelarsi durante il canto, a prescindere dalla presenza di un numeroso pubblico.

### Classe 2-D
Harry Mackenzie (ハリー・マッケンジー?, Harī Makkenjī)
Doppiato da: Nobuyuki Hiyama (ed. giapponese)
Ragazzo straniero, dai capelli biondi e dalle grandi capacità nelle arti marziali, idolo di tutte le studentesse della scuola e rispettato dalla maggior parte dei ragazzi che in svariate occasioni tentano di imitarlo, con l'eccezione di Harima e Hanai che considera come validi rivali. La pronuncia giapponese del suo nome porta Harima a pensare che si chiami come lui (Harri - makkenji).
Masakazu Tōgō (東郷 雅一?, Tōgō Masakazu)
Doppiato da: Hiroki Yasumoto (ed. giapponese), Matteo Zanotti (stagione 1), Claudio Ridolfo (stagione 2) (ed. italiana)
Amico di Harry, vede come lui la 2-C come classe rivale. Spesso fa il filosofo, il suo più grande rivale è Hanai, e i due sembrano avere molte cose che li accomunano.
Lala Gonzalez (ララ・ゴンザレス?, Rara Gonzaresu)
Doppiata da: Yū Kobayashi (ed. giapponese), Patrizia Scianca (ed. italiana)
Studentessa che arriva dal Messico, si allena costantemente nel wrestling. Si scontra con Tenma, credendo che si tratti di Ichijō e la batte. Ma quando incontra la vera Ichijō subisce una dura sconfitta che la porta ad affezionarsi a questa, pur ritenendola sempre una sua rivale.

### Altri membri della scuola
Yakumo Tsukamoto (塚本 八雲?, Tsukamoto Yakumo)
Doppiata da: Mamiko Noto (ed. giapponese), Stefania De Peppe (ed. italiana)
Sorella minore (anche se molte volte viene scambiata la maggiore per via dei suoi comportamenti opposti a quelli della sorella) di Tenma. È molto posata e considerata oggettivamente molto bella. Si prende cura della sorella provvedendo quasi completamente da sola alle faccende di casa. Le piacciono gli animali e per questo si avvicina a Harima, arrivando ad aiutarlo anche con il suo manga, per questo motivo alcuni pensano che i due stiano insieme. Yakumo è dotata dalla nascita di molti poteri psichici/mistici/spirituali, il più comune e quello di leggere il pensiero altrui, in forma di ideogrammi fluttuanti (soprattutto di quelli che hanno una cotta per lei) e comprendere chiaramente la più o meno marcata falsità l'ha portata a una malcelata apatia e sfiducia. È costantemente impegnata a sfuggire Hanai, il quale è perdutamente innamorato di lei, ma al contempo ne ammira la sincerità, dal momento che i suoi pensieri corrispondono esattamente alle sue parole. È incuriosita da Harima anche perché è l'unico di cui non riesce a leggere i pensieri (probabilmente per il fatto che Harima grazie al suo desiderio di proteggere i suoi segreti più profondi abbia sviluppato uno scudo psichico) e alla fine della seconda serie se ne innamora.
Itoko Osakabe (刑部 絃子?, Osakabe Itoko)
Doppiata da: Yū Asakawa (ed. giapponese), Laura Facchin (ed. italiana)
Professoressa di fisica, vive con Harima. Itoko significa "cugina" e ciò porta molte volte a delle incomprensioni, in quanto Itoko è effettivamente la cugina di Harima. Viene considerata da molti ragazzi come l'insegnante più bella della scuola.
Hayato Tani (谷 速人?, Tani Hayato)
Doppiato da: Makoto Yasumura (ed. giapponese), Stefano Macchi (ed. italiana)
Insegnante di inglese, ha una collezione di dinosauri.
Tae Anegasaki (姉ヶ崎 妙?, Anegasaki Tae)
Doppiata da: Sayaka Ōhara (ed. giapponese), Tania De Domenico (ed. italiana)
Bellissima infermiera della scuola (per cui gli studenti fanno la fila alla porta e arrivano a farsi male di proposito pur di vederla), lascia che per un periodo Harima viva con lei. Lo chiama Hario.

### Altri personaggi
Shūji Harima (播磨 修治?, Harima Shūji)
Doppiato da: Yūko Sanpei (ed. giapponese), Patrizia Mottola (stagioni 1-2), Renato Novara (stagione 2, ep. 5) (ed. italiana)
Fratello minore di Harima, innamorato di Yakumo, riesce a dormire una notte accanto a lei.
Kōsuke Ichijō (一条 康介?, Ichijō Kōsuke)
Doppiato da: Rina Satō (ed. giapponese), Jolanda Granato (ed. italiana)
Fratello minore di Karen Ichijō, amico di Kyōsuke Imadori.
Nakamura (中村?)
Doppiato da: Masami Iwasaki (ed. giapponese), Federico Danti, Davide Garbolino (stagione 1, ep. 26) (ed. italiana)
Maggiordomo presso la casa di Eri, è un ex soldato.
Masahiro Kōtsu (神津 正弘?, Kōtsu Masahiro)
Doppiato da: Susumu Chiba (ed. giapponese), Massimo Di Benedetto (ed. italiana)
Senpai di Suō Mikoto e suo grande amore. Si perdono di vista per via dell'università e quando si rifà vivo ha una fidanzata e questo spezza il cuore alla ragazza.
Genkai Gotō (五島 玄海?, Gotō Genkai)
Doppiato da: Kōji Ishii (ed. giapponese), Mario Zucca (stagione 1), Stefano Albertini (stagione 2) (ed. italiana)
Capitano del peschereccio Kikokumaru su cui si imbarca Harima e che darà nuova forza al ragazzo. È un ex mangaka.

### Animali
Iori (伊織?)
Un gatto nero femmina ritrovata da Yakumo, forse dotata come lei di poteri psichici dato che in una puntata quando era ancora randagia al loro primo incontro accidentale tra lei e Tenma si erano date una testata scambiandosi i corpi.
Alexander
Rana di Harima.
Pyotr
Giraffa di Harima.
Napoleone
Maiale di Harima.
Anastasia
Pinguino di Harima.

## School Rumble secondo semestre
School Rumble secondo semestre (スクールランブル二学期?, Sukūru Ranburu ni gakki) è il seguito dell'anime School Rumble diretto da Shinji Takamatsu e trasmesso per la prima volta in Giappone nell'aprile 2006.
L'anime comprende 26 episodi e riprende esattamente nel punto in cui si era fermata la serie precedente, vale a dire con l'inizio del secondo semestre. Ritroviamo quindi tutti i personaggi che avevano caratterizzato il primo School Rumble che, per quanto abbiano subito una discreta evoluzione, si trovano nuovamente a fare i conti con i crucci adolescenziali come amori difficili, amicizie a rischio e l'avvicinamento al mondo degli adulti.
Il tema principale non cambia minimamente e al centro vi è sempre il triangolo costituito da Tenma, Karasuma e Harima. Mentre Tenma continua a non ricevere praticamente nessuna attenzione da parte di Karasuma, Harima è impegnato attraverso il suo nuovo lavoro di mangaka a dichiararsi velatamente alla ragazza che, puntualmente, finisce per credere che il ragazzo in realtà sia innamorato di sua sorella, Yakumo.
Alla fine, nonostante il finale in cui i personaggi principali sembrano chiarirsi una volta per tutte, nulla viene risolto e i problemi sentimentali di questi rimangono ancora aperti lasciando la possibilità di uno sviluppo ulteriore degli eventi in una terza serie.

## Evoluzione dei personaggi

### Classe 2-C
- Tenma Tsukamoto - ancora innamorata dello strambo Karasuma, con cui comincia ad avere un rapporto più intimo, dimostra di avere ancora problemi con la cucina e di essere sempre lenta nel comprendere le varie situazioni in cui si trova. Continua a confondere il sentimento per lei di Harima, che ospita anche a casa, per amore nei confronti di Yakumo. Alla fine dopo uno scontro con Harima, questo riesce a farle leggere il manga che ha disegnato chiarendo una volta per tutte il suo rapporto con la sorella.
- Harima Kenji - Harima sembra essere l'unico personaggio cresciuto dell'anime. Nonostante i problemi d'amore con Tenma, si dedica a tempo pieno dopo la scuola al disegno di manga che infine, grazie anche all'aiuto di Yakumo, riesce a pubblicare. Quando la cugina Itoko va in vacanza il povero ragazzo è costretto a passare la notte da Tenma prima e da Suō successivamente in cui ha un incontro con Eri, che non lo riconosce. È costretto ad aiutare quest'ultima al fine di impedire un suo matrimonio combinato e in questo frangente rivaluta un po' la ragazza.
- Akira Takano - il personaggio di Akira non si evolve minimamente. Rimane sempre la solita ragazza seria e studiosa, che capisce al volo qualsiasi cosa e che mette costantemente in difficoltà Harima e le altre compagne architettando incontri tra rivali (come il lavoro part time di Eri e Harima).
- Eri Sawachika - Eri appare poco sul video, impegnata con alcuni problemi familiari. Si scopre che la sua famiglia ha organizzato per lei un matrimonio combinato, ma grazie a Harima riesce a ribellarsi alla decisione dei suoi e mandare tutto a monte, e dopo questo si affezionerà ancora di più a quest'ultimo (senza mai ammetterlo, ovviamente). È gelosa di Yakumo, perché crede che abbia una relazione con Harima.
- Mikoto Suō - anche il ruolo di Suō è piuttosto marginale e appare soltanto nella sottotrama relativa al basket. Alla fine della serie la vediamo che esce con Asou, e probabilmente sono fidanzati.

### Classe 1-D
- Yakumo Tsukamoto - Yakumo continua ad accudire quasi come una madre sua sorella e finalmente scopriamo il perché, dovuto a un episodio durante la loro infanzia legato al loro padre. Alla fine della serie viene inoltre rivelato che in realtà Yakumo è innamorata di Harima, ma preferisce mettersi di parte per lasciare che il ragazzo abbia una possibilità con sua sorella (arrivando anche a chiedere a Tenma di sostituirla nel suo ruolo di aiutante mangaka).

## Manga
In Giappone il manga è pubblicato da Kōdansha: la prima serie regolare del manga è stata pubblicata su Weekly Shōnen Magazine, mentre le storie occasionali o di personaggi secondari (intitolate School Rumble zōkangō (スクールランブル 増刊号?, Sukūru Ranburu zōkangō) e School Rumble rinji zōkangō (スクールランブル 臨時増刊号?, Sukūru Ranburu rinji zōkangō) su Shōnen Magazine Special, Shōnen Magazine Wonder o Bessatsu Shōnen Magazine.
La seconda serie spin-off, intitolata School Rumble Z (スクールランブル Z?, Sukūru Ranburu Zetto), è incominciata il 20 ottobre 2008 su Magazine Special e ha avuto termine il 20 maggio 2009. In questi 10 capitoli vengono trattati sia gli eventi accaduti durante la serie principale e mai menzionati in essa sia quelli successivi, dando una vera conclusione alle vicende di Harima e compagni di classe.
In Italia il manga è stato pubblicato parzialmente dall'agosto 2004 sulla rivista Yatta! edita da Play Press Publishing fino al febbraio 2006, anno in cui fu interrotta la pubblicazione.
È curioso notare come i capitoli della prima serie regolare siano stati numerati utilizzando il simbolo musicale diesis (♯1, ♯2, ...), quelli delle storie secondarie usando il bemolle (♭1, ♭2, ...) mentre quelli della seconda serie col bequadro (♮1, ♮2, ...).
Un'altra curiosità riguardante il manga è che ogni singolo capitolo porta, in effetti, il nome di un noto film.

### Volumi
| Nº | Data di prima pubblicazione | Data di prima pubblicazione | Data di prima pubblicazione |
| Nº | Giapponese                  | Giapponese                  |                             |
| -- | --------------------------- | --------------------------- | --------------------------- |
| 1  | 16 maggio 2003              | ISBN 978-4-06-363244-6      |                             |
| 2  | 17 agosto 2003              | ISBN 978-4-06-363290-3      |                             |
| 3  | 17 dicembre 2003            | ISBN 978-4-06-363321-4      |                             |
| 4  | 17 marzo 2004               | ISBN 978-4-06-363346-7      |                             |
| 5  | 17 giugno 2004              | ISBN 978-4-06-363391-7      |                             |
| 6  | 17 settembre 2004           | ISBN 978-4-06-363433-4      |                             |
| 7  | 17 dicembre 2004            | ISBN 978-4-06-363464-8      |                             |
| 8  | 17 marzo 2005               | ISBN 978-4-06-363505-8      |                             |
| 9  | 17 giugno 2005              | ISBN 978-4-06-363540-9      |                             |
| 10 | 16 settembre 2005           | ISBN 978-4-06-363573-7      |                             |
| 11 | 16 dicembre 2005            | ISBN 978-4-06-363614-7      |                             |
| 12 | 17 aprile 2006              | ISBN 978-4-06-363641-3      |                             |
| 13 | 16 giugno 2006              | ISBN 978-4-06-363679-6      |                             |
| 14 | 15 settembre 2006           | ISBN 978-4-06-363718-2      |                             |
| 15 | 15 dicembre 2006            | ISBN 978-4-06-363759-5      |                             |
| 16 | 16 marzo 2007               | ISBN 978-4-06-363803-5      |                             |
| 17 | 15 giugno 2007              | ISBN 978-4-06-363838-7      |                             |
| 18 | 14 settembre 2007           | ISBN 978-4-06-363883-7      |                             |
| 19 | 17 dicembre 2007            | ISBN 978-4-06-363924-7      |                             |
| 20 | 17 marzo 2008               | ISBN 978-4-06-363959-9      |                             |
| 21 | 17 giugno 2008              | ISBN 978-4-06-384009-4      |                             |
| 22 | 17 settembre 2008           | ISBN 978-4-06-384035-3      |                             |

### School Rumble Z

#### Volumi
Attualmente il manga è inedito in Italia, i titoli dei capitoli dell'opera sono tradotti letteralmente.
| Nº | Titolo italiano Giapponese 「Kanji」 - Rōmaji | Data di prima pubblicazione           | Data di prima pubblicazione |
| Nº | Titolo italiano Giapponese 「Kanji」 - Rōmaji | Giapponese                            |                             |
| 1  | School Rumble Z 「スクールランブル Z」 - Sukūru Ranburu Zetto | 17 giugno 2009 ISBN 978-4-06-384155-8 |                             |
| 1  | Capitoli (traduzioni letterali dei titoli) - ♮01: Il cacciatore di gatti - ♮02: Van Helsing - ♮03: Biglietto - ♮04: Spilorcio - ♮05: Michael Clayton - ♮06: Il gioco - ♮07: Madagascar - ♮08: Società segreta - ♮09: Patch Adams - ♮10: Arrivederci ancora |                                       |                             |
| 1  | Trama I primi tre capitoli raccontano storie non legate alla trama principale del manga infatti nel primo Harima è un poliziotto alla caccia di alcune ladre in un Giappone medievale, nel secondo Van Helsing e come tale cacciatore di demoni mentre nel terzo guadagna parecchi soldi, per poi perderli, giocando a baseball. Il quarto capitolo è ambientato alcuni anni prima degli eventi del manga principale ed è a tutti gli effetti il primo incontro tra Harima e Tenma. Tenma è depressa perché vorrebbe fare felice la sorella regalandole qualcuno che le faccia da madre o padre e così Harima si offre per il ruolo di padre con un risultato inaspettato. Il quinto capitolo invece si piazza alcuni anni dopo la fine di School Rumble, Hanai e Mikoto si sono sposati e lei è in dolce attesa. Hanai è candidato come sindaco e Nishimoto con la collaborazione di Yoshidayama cerca di screditarlo. Mikoto allora chiede aiuto alla sua vecchia amica Eri che con l'aiuto di Akira risolve l'intricata situazione. Eri è ancora innamorata di Harima ed è alla sua ricerca e quando trova sue informazioni decide comunque di condividerle con la sua amica e rivale in amore Yakumo. Il sesto capitolo fa un passo indietro nel tempo e racconta di un pomeriggio dei loro giorni di scuola in cui Harima chiede a Eri dei soldi e lei lo sfida a Shogi, in caso di vittoria di Harima lei le avrebbe concesso il prestito in caso contrario lui avrebbe fatto qualsiasi cosa per lei. La vittoria di Eri è schiacciante e lei gli chiede di sposarla. Harima con le spalle al muro non sa più cosa fare e solo l'intervento di Yakumo lo salva. Il settimo capitolo vede come protagonista Karasuma che si trasforma nel supereroe Karasuman. L'ottavo capitolo ritorna a fare un balzo avanti nel tempo. Imadori e Karen continuano a frequentarsi ma lui è rimasto il Don Giovanni di sempre e lei non riesce a capire i veri sentimenti del ragazzo. Alcune amiche di Karen vanno a parlare con Imadori che sembra capire ma al posto in un anello (ring) prepara alla ragazza un ring per la lotta facendola infuriare e dubitare di lui. Quando tutto sembra finito Hanai la ferma e le dice che si merita la cintura da campionessa vista la sua vittoria e Imadori le regala, finalmente, un vero anello. Infatti tutta questa messa in scena era solo per potergli donare un anello di fidanzamento. Il nono capitolo è ambientato nel presente e Yakumo è andata a trovare la sorella in America. Le due sono molto cresciute e Yakumo è felice di vedere la sorella diventata una vera donna, Tenma le chiede come vanno le cose a casa e come sta Harima di cui ha capito che Yakumo è innamorata. Yakumo però convive con Harima e conoscendolo molto bene ha compreso che lui è ancora innamorato di Tenma e solo un amore fortissimo e invincibile potrà fargliela dimenticare e nella sua mente così appare Eri che con tutte le sue forze cerca di abbattere il muro del cuore di Harima, Yakumo infatti ha capito che solo quella ragazza potrà riuscirci. Il capitolo termina con le due ragazze a far visita a Karasuma ancora ricoverato in ospedale. Il decimo e conclusivo capitolo dà alcune risposte sulla vita futura dei protagonisti della serie. Gli eventi sono ambientati poco dopo la fine del manga principale, Eri e Harima stanno andando alla festa di diploma insieme e si viene a scoprire che Hanai e Mikoto andranno a convivere a Tokyo (gli eventi del capitolo 5 sono una conseguenza di ciò), Imadori si trasferirà a Yokohama ma rimarrà in contatto con Karen, e Max ha deciso di dimenticare Eri e lasciare che a proteggerla ci pensi Harima. Nella pagina successiva il manga fa un momentaneo balzo in avanti nel tempo e si vedono un Harima ormai adulto accompagnato da Eri, che tiene in braccio loro figlio, andare a far visita a Karasuma venendo accolti da Tenma e Yakumo felicissime per il lieto evento. La scena poi torna nel presente e mentre Itoko si chiede se quello fosse un vero addio tra lei e Harima sale sul palco Yakumo per il discorso finale ma durante lo stesso scoppia in lacrime e a sostenerla appare inaspettatamente Tenma che, insieme a Karasuma, è giunta sul posto. Le ultime parole del manga sono quelle che Harima rivolge a Karasuma dicendogli di guardare attentamente sul palco perché lassù c'è la meravigliosa ragazza di cui loro due si sono innamorati. |                                       |                             |

## Anime

### Lista degli episodi della prima stagione
| Nº | Titolo italiano Giapponese 「Kanji」 - Rōmaji | In onda          | In onda          |
| Nº | Titolo italiano Giapponese 「Kanji」 - Rōmaji | Giapponese       | Italiano         |
| 1  | Presentimento... iniziano le lezioni! 「新学期でドキドキ！」 - Shin gakki de dokidoki!L’equivoco della lettera d’amore! 「ラブレターでジタバタ！」 - Rabu Retā de jitabata!Corsa in bicicletta 「自転車でドキューン！」 - Jitensha de dokyūn! | 5 ottobre 2004   | 22 ottobre 2007  |
| 2  | L’esame arduo 「わからないテスト！」 - Wakaranai Tesuto!Il bagno trappola 「でられないトイレ！」 - Derarenai Toire!La visita medica impossibile 「ありえない身体検査！」 - Arienai shintai kensa! | 12 ottobre 2004  | 23 ottobre 2007  |
| 3  | Il ritratto 「見つめてスケッチ！」 - Mitsumete Sukecchi!Una freccia con una lettera 「ねらって矢文！」 - Neratte yabumi!Pigiama Party 「教えてパジャマパーティー！」 - Oshiete Pajama Pātī! | 19 ottobre 2004  | 24 ottobre 2007  |
| 4  | I maiali grugniscono 「ブタはブーブー！」 - Buta wa bū-bū!I gatti miagolano 「ネコはニャー！」 - Neko wa nyā!Sia le rane sia i pesci cantano 「カエルもカッパもガーガーガー！」 - Kaeru mo kappa mo gā-gā-gā! | 26 ottobre 2004  | 25 ottobre 2007  |
| 5  | Il primo amore 「燃える初恋！燃えるお茶会！燃えるソフトボール！」 - Moeru hatsu koi! Moeru ochakai! Moeru Sofutobōru! | 2 novembre 2004  | 26 ottobre 2007  |
| 6  | Sopravvivenza dopo le lezioni 「放課後のサバイバル！告白の時アライバル！二人きりのホスピタル！」 - Hōkago no Sabaibaru! Kokuhaku no toki wa Araibaru! Futarikiri no Hosupitaru! | 9 novembre 2004  | 29 ottobre 2007  |
| 7  | Pulizie in piscina 「プールで清掃！プールで暴走！プールで戦争！」 - Pūru de seisō! Pūru de bōsō! Pūru de sensō! | 16 novembre 2004 | 30 ottobre 2007  |
| 8  | Curry o stufato? 「はじめてのお買い物！はじめてのお弁当！はじめての失恋！えっ？」 - Hajimete no okaimono! Hajimete no obentō! Hajimete no shitsuren! E? | 23 novembre 2004 | 31 ottobre 2007  |
| 9  | Disgrazie femminili 「マンガで不幸！お姉さんで不幸！かっぱさんで大不幸！」 - Manga de fukō! Onēsan de fukō! Kappasan de dai fukō! | 30 novembre 2004 | 1º novembre 2007 |
| 10 | Il miracolo 「お願い 神さま！お願い！リアル動物占い！お願い！！天満ちゃん！」 - Onegai kamisama! Onegai! Riaru dōbutsu uranai! Onegai!! Tenma-chan! | 7 dicembre 2004  | 2 novembre 2007  |
| 11 | Nara! Kurasuma! Harima! 「奈良！烏丸！播磨！」 - Nara! Karasuma! Harima! | 14 dicembre 2004 | 5 novembre 2007  |
| 12 | Con il mare non si scherza 「海で助けて！ハダカで助けて！ホントにマジで助けて！」 - Umi de tasukete! Hadaka de tasukete! Honto ni maji de tasukete! | 21 dicembre 2004 | 6 novembre 2007  |
| 13 | La dichiarazione d'amore 「ミッション１は愛の告白！」 - Misshon Wan wa ai no kokuhaku!Attacco e difesa notturna 「ミッション２は夜の攻防！」 - Misshon Tsū wa yoru no kōbō!Firulì firulà fa il flauto 「ミッション３はピーヒョロロ！」 - Misshon Surī wa pī-hyororo! | 28 dicembre 2004 | 7 novembre 2007  |
| 14 | L'hai mai visto prima? 「みたことある？」 - Mita koto aru?Credi che sia bella? 「かわいくなくない？」 - Kawai kunakunai?Vi prego, fate attenzione a questo argomento 「よろしくおねがいします！」 - Yoroshiku onegaishimasu! | 3 gennaio 2005   | 8 novembre 2007  |
| 15 | L’estate 「夏と、」 - Natsu to,Gli amici 「友情と、」 - Yūjō to,I fuochi d’artificio 「打ち上げ花火と。」 - Uchiagehanabi to. | 11 gennaio 2005  | 9 novembre 2007  |
| 16 | Il club della cerimonia del tè... 「茶道部なのに・・・」 - Sadōbu nanoni...Sebbene sia il club della cerimonia del tè... 「茶道部だけど・・・」 - Sadōbu dakedo...Siccome è il club della cerimonia del tè... 「茶道部だから・・・」 - Sadōbu dakara... | 18 gennaio 2005  | 12 novembre 2007 |
| 17 | Che cosa prova la giraffa in piena estate? 「夏の盛りのキリンのキモチ！夏の終わりのパニックパーティー！夏が過ぎたらチェンジング・ナウ！」 - Natsu no sakari no kirin no kimochi! Natsu no owari no Panikku Pātī! Natsu ga sugitara Chenjingu nau! | 25 gennaio 2005  | 13 novembre 2007 |
| 18 | Karen innamorata 「かれんの恋、まだまだ かれんの恋、ぼちぼち かれんの恋、そして・・・」 - Karen no koi, mada mada - Karen no koi, bochi bochi - Karen no koi, soshite... | 1º febbraio 2005 | 14 novembre 2007 |
| 19 | Il grande sogno artistico 「芸術に夢を！神に誓いを！星に願いを！」 - Geijutsu ni yume wo! Kami ni chikai wo! Hoshi ni negai wo! | 8 febbraio 2005  | 15 novembre 2007 |
| 20 | Non c’è più rimedio 「あれがない！これもない！どうしようもない！」 - Are ga nai! Kore mo nai! Dōshiyō mo nai! | 15 febbraio 2005 | 16 novembre 2007 |
| 21 | Te la do io una bella lezione 「逆襲の花井！閃光のかれん！再会・お姉さん」 - Gyakushū no hanai! Senkō no Karen! Saikai onē-san | 22 febbraio 2005 | 19 novembre 2007 |
| 22 | La grande sfida 「いざ開戦！さぁ騎馬戦！もう大乱戦！」 - Iza kaisen! Sā kibasen! Mō dairansen! | 1º marzo 2005    | 20 novembre 2007 |
| 23 | La staffetta decisiva 「女の闘い！男の戦い！たたかい終わって・・・」 - Onna no tatakai! Otoko no tatakai! Tatakai owatte... | 8 marzo 2005     | 21 novembre 2007 |
| 24 | Giramondo 「焦燥 逡巡 彷徨」 - Shōsō - Shunjun - Hōkō | 15 marzo 2005    | 22 novembre 2007 |
| 25 | La nave 「ボ──! プワーン! ギュイーン」 - Bōō! Puwān! Gyuīn | 22 marzo 2005    | 23 novembre 2007 |
| 26 | Un addio repentino 「突然の「さよなら」…迷い込んだラビリンス…あなたはだれ？…教えて。「すれちがい」「片想い」とどけ、ボクの気持ち。とどけ、ワタシの想い。たぶん一度しかない季節、青春の1ページ。これが最後のチャンス、確かめたい…キミの気持ち。伝わる言葉、伝わらない想い。あの日の告白、永遠の一日、だけど…いつまでも続いていく、わたしたちの「いま」。そして明日へ…「スクールランブルフォーエバー」」 - Totsuzen no "sayonara"... mayoikonda Rabirinsu... anata wa dare? ...Oshiete. "Surechigai" "kataomoi" todoke, boku no kimochi. Todoke, watashi no omoi. Tabun ichido shika nai kisetsu, seishun no 1 Pēji. Kore ga saigo no Chansu, tashikametai... kimi no kimochi. Tsutawaru kotoba, tsutawaranai omoi. Ano hi no kokuhaku, eien no ichinichi, dakedo... itsu made mo tsuzuite iku, watashitachi no "ima". Soshite ashita e... "Sukūru Ranburu Fōebā" | 29 marzo 2005    | 26 novembre 2007 |

### Lista degli episodi della seconda stagionesecondo semestre
| Nº | Titolo italiano Giapponese 「Kanji」 - Rōmaji | In onda           | In onda          |
| Nº | Titolo italiano Giapponese 「Kanji」 - Rōmaji | Giapponese        | Italiano         |
| 1  | Cercasi superstar 「ScrambleがReloaded! SuperstarにRequest! ScandalousなRestart!」 - Scramble ga Reloaded! Superstar ni Request! Scandalous na Restart!                                                      | 2 aprile 2006     | 4 febbraio 2008  |
| 2  | Storie di guerra e di amicizia 「｢策謀 戦場 朋友｣」 - "Sakubō senjō hōyū" | 9 aprile 2006     | 5 febbraio 2008  |
| 3  | La bestia contro la bella 「美獣vs美獣 軍神vs武神 先生vs生徒」 - Bijū vs bijū gunshin vs bushin sensei vs seito                                                                                              | 16 aprile 2006    | 6 febbraio 2008  |
| 4  | Fantasie con il teatro 「演劇で妄想! 銭湯で妄想! オニギリで妄想!」 - Engeki de mōsō! Sentō de mōsō! Onigiri de mōsō!                                                                                         | 23 aprile 2006    | 7 febbraio 2008  |
| 5  | Cultura di manga 「オミズは文化 マンガは文化 ケーキもブンカ」 - Omizu wa bunka manga wa bunka kēki mo bunka                                                                                                  | 30 aprile 2006    | 8 febbraio 2008  |
| 6  | Il bacio impossibile 「スリーピング•ビースト キッス•インポッシブル フィナーレ」 - Surīpingu Bīsuto Kissu Inposshiburu Fināre                                                                                 | 7 maggio 2006     | 11 febbraio 2008 |
| 7  | Un giorno di lavoro 「闘え, ハンター! 闘え, イーター! 闘え, アルバイター!」 - Tatakae, Hantā! Tatakae, ītā! Tatakae, Arubaitā!                                                                               | 14 maggio 2006    | 12 febbraio 2008 |
| 8  | Squadra di basket femminile 「はっちゃけ☆女子バスケ部誕生! はっちゃけ☆よろしく先輩• はっちゃけ☆涙のブランコ...」 - Hatchake☆joshi basuke-bu tanjō! Hatchake☆yoroshiku senpai hatchake☆namida no Buranko...   | 21 maggio 2006    | 13 febbraio 2008 |
| 9  | Palleggio, dribbling, tiro 「パス! ドリブル! シュート!」 - Pasu! Doriburu! Shūto! | 28 maggio 2006    | 14 febbraio 2008 |
| 10 | Ragazze in gioco 「ヒィー! ヒィー!ヒィー! ヒィー!ヒィー!ヒィー!」 - Hyī! Hyī! Hyī! Hyī! Hyī! Hyī! | 11 giugno 2006    | 15 febbraio 2008 |
| 11 | L'importanza dell'ordine 「ナポレオン, 生と死の間で... 西本, 性と志の間で... サラ, 聖と私の間で...」 - Naporeon, sei to shi no aida de... nishimoto, sei to shi no aida de... Sara, sei to shi no aida de... | 18 giugno 2006    | 18 febbraio 2008 |
| 12 | Proibito! 「パーフェクト, 禁止! 立ち入り, 禁止! 半ズボン, 禁止!」 - Pāfekuto, kinshi! Tachiiri, kinshi! Hanzubon, kinshi!                                                                                    | 25 giugno 2006    | 19 febbraio 2008 |
| 13 | L'incubo degli esami 「振りかえればヤツがいる. カラスマの名にカケて. 謎はすべて解けた!」 - Furikaereba yatsu ga iru. Karasuma no na ni kakete. Nazo wa subete toketa!                                        | 2 luglio 2006     | 20 febbraio 2008 |
| 14 | Stati Uniti! 「at メルカド in アメリカ(26F) with アメリカ(26h)」 - at Merukado in Amerika (26F) with Amerika (26h)                                                                                           | 9 luglio 2006     | 21 febbraio 2008 |
| 15 | Messo alla prova 「締めだされた男 招かれた男 試された男」 - Shimedasareta otoko, manekareta otoko, tamesareta otoko                                                                                          | 16 luglio 2006    | 22 febbraio 2008 |
| 16 | Né a scuola né a casa 「誰にも縛られたくない〜 もう学校や家には帰りたくない〜 暗い夜の帳の中で〜」 - Dare ni mo shibararetaku nai, mō gakkō ya ie ni wa kaeritakunai, kurai yoru no tobari no naka de        | 23 luglio 2006    | 25 febbraio 2008 |
| 17 | La fuga di Eri 「...愛理の逃避行 ...播磨のララバイ ...偽りの花嫁」 - ...Eri no tōhikō ...Harima no rarabai ...itsuwari no hanayome                                                                           | 30 luglio 2006    | 26 febbraio 2008 |
| 18 | Dolci trappole 「バイトの甘いワナ 教室の甘いワナ セレブの甘いワナ」 - Baito no amai wana, kyōshitsu no amai wana, serebu no amai wana                                                                        | 6 agosto 2006     | 27 febbraio 2008 |
| 19 | Ovunque è Natale 「こっちもあっちもX'マス! 驀進FOR X'マス! 砕けろX'マス!」 - Kotchi mo atchi mo Kurisumasu! Bakushin for Kurisumasu! Kudakero Kurisumasu!                                                    | 13 agosto 2006    | 28 febbraio 2008 |
| 20 | Più che amici, meno che fidanzati 「友達以上... 恋人未満... それ以前...」 - Tomodachi ijō... koibito miman... sore izen...                                                                                   | 20 agosto 2006    | 29 febbraio 2008 |
| 21 | School Rumble 「...スクランです. ......スクランですよ. .........スクランですってば!」 - ...Sukuran desu. ...sukuran desu yo. ...Sukuran desu tteba!                                                          | 20 agosto 2006    | 3 marzo 2008     |
| 22 | Anno nuovo 「初夢 獅子舞 お正月」 - Hatsuyume, shishi mai, oshōgatsu | 27 agosto 2006    | 4 marzo 2008     |
| 23 | Grandi sogni 「ドリームジャンボ ドリームジャンプ ドリームエクスプレス」 - Dorīmu Janbo, Dorīmu Janpu, Dorīmu Ekusupuresu                                                                                     | 3 settembre 2006  | 5 marzo 2008     |
| 24 | L'isola misteriosa 「南の虹の2-C! ふしぎな島のヤークモ! 七つの海の...!」 - Minami no niji no 2-C! Fushigi na shima no Yākumo! Nanatsu no umi no...!                                                          | 10 settembre 2006 | 6 marzo 2008     |
| 25 | Harima il romanticone 「ロマンチックだね, 播磨くん! ジンガマに載った, 播磨くん!キャモ〜ン, 播磨くん!」 - Romanchikku da ne, Harima-kun! Jingama ni notta, Harima-kun! Kyamōn, Harima-kun!                    | 17 settembre 2006 | 7 marzo 2008     |
| 26 | Un'altra occasione per Harima 「Period.」 | 24 settembre 2006 | 10 marzo 2008    |

### Doppiaggio
| Personaggio      | Doppiatore originale                | Doppiatore italiano                                                                                |
| ---------------- | ----------------------------------- | -------------------------------------------------------------------------------------------------- |
| Tenma Tsukamoto  | Ami Koshimizu                       | Benedetta Ponticelli                                                                               |
| Kenji Harima     | Hiroki Takahashi                    | Alessandro D'Errico                                                                                |
| Ooji Karasuma    | Hiroki Konishi                      | Federico Zanandrea                                                                                 |
| Mikoto Suou      | Hitomi Nabatame                     | Giovanna Papandrea                                                                                 |
| Akira Takano     | Kaori Shimizu                       | Francesca Bielli                                                                                   |
| Yakumo Tsukamoto | Mamiko Noto                         | Stefania De Peppe                                                                                  |
| Haruki Hanai     | Shinji Kawada Mika Itō (da bambino) | Lorenzo Scattorin Patrizia Mottola (da bambino)                                                    |
| Eri Sawachika    | Yui Horie                           | Serena Clerici                                                                                     |
| Nara Kentaro     | Yūki Tai                            | Massimo Di Benedetto (stagione 1) Paolo De Santis (stagione 2, ep. 1-3, 14) ? (stagione 2, ep. 4+) |
| Hiroyoshi Aso    | Mitsuhiro Ichiki                    | Massimo Di Benedetto                                                                               |
| Kyosuke Imadori  | Daisuke Kishio                      | Renato Novara                                                                                      |
| Fuyuki           | Hiroyuki Yoshino                    | Davide Garbolino                                                                                   |
| Hayato Tani      | Makoto Yasumura                     | Stefano Macchi                                                                                     |
| Ganji Nishimoto  | Shun Takagi                         | Paolo De Santis (stagione 1) Alessandro Messina (stagione 2)                                       |
| Noboru Tennouji  | Tomoyuki Shimura                    | Stefano Albertini                                                                                  |
| Lala Gonzalez    | Yuu Kobayashi                       | Patrizia Scianca                                                                                   |
| Sara Adiemas     | Yukari Fukui                        | Sabrina Bonfitto Serena Clerici (ep. 23)                                                           |
| Ryuuhei Suga     | Makoto Yasumura                     | Valerio Minora                                                                                     |
| Tsumugi Yūki     | Chisa Tadokoro                      | Gea Riva                                                                                           |
| Megumi Sagano    | Ai Horanai                          | Susanna Bologna                                                                                    |
| Jiro Yoshidayama | Makoto Tomita                       | Angelo Attendoli                                                                                   |
| Tae Anegasaki    | Sayaka Ohara                        | Tania De Domenico                                                                                  |
| Masakazu Togo    | Hiroki Yasumoto                     | Matteo Zanotti (stagione 1) Claudio Ridolfo (stagione 2)                                           |
| Itoko Osakabe    | Yū Asakawa                          | Laura Facchin                                                                                      |
| Nakamura         | Masami Iwasaki                      | Federico Danti Davide Garbolino (stagione 1, ep. 26)                                               |

### Sigle
Sigle di apertura
- Scramble (スクランブル?) di Yui Horie con UNSCANDAL (ep. 1-24 e OAV 1-4)
- Umi no otoko wa yo (海の男はよ?) di Kikoukumaru's Man Chorus Group (ep. 25)
- Sentimental Generation (せんちめんたる じぇねれ～しょん?) di Ami Tokito (ep. 27-52)

Sigle di chiusura
- Onna no ko♥otoko no ko (オンナのコ♥オトコのコ; Girls♥Boys?) di Yūko Ogura (ep. 1-17, 19-24 e OAV 2)
- Hatenkou Robo Dozibiron's Theme (破天荒ロボ ドジビロンのテーマ?) di Hiroki Takahashi (ep. 18)
- Scramble (スクランブル?) di Yui Horie di UNSCANDAL (ep. 25)
- School Rumble 4 Ever di Ami Koshimizu, Hitomi Nabatame, Kaori Shimizu, Mamiko Noto, Yui Horie e Hiroki Takahashi (ep. 26)
- Ginga Ensen '05 di Hiroki Takahashi (OAV 1)
- Kono namida ga arukara tsugi no ippo to naru di Ami Tokito (ep. 27-38, 40-42)
- The Last Candle di ? (ep. 39)
- Futari wa wasurechau di Ami Koshimizu e Mamiko Noto (ep. 43-52)
- Onna no ko♥otoko no ko (オンナのコ♥オトコのコオンナのコオトコのコ?) di Ami Koshimizu e Mamiko Noto (OAV 3)
- School Rumble Forever di Ami Koshimizu e Mamiko Noto featuring Hitomi Nabatame, Yui Horie e Kaori Shimizu

### Adattamento
L'edizione italiana è stata doppiata presso lo studio di doppiaggio Dream&Dream di Milano sotto la direzione di Marcello Cortese e Monica Pariante per l'edizione TV della prima serie invece in quella uscita in DVD e per la seconda è nuovamente presente all'appello Monica Pariante assieme a Davide Garbolino (doppiatore del personaggio di Fuyuki) mentre i dialoghi sono stati curati da Vittorio Bestoso, Benedetta Brugia, Stefania De Peppe (che nella serie presta la voce a Yakumo), Gabriella Pochini, Benedetta Ponticelli (voce di Tenma), Guido Rutta e della C.I.T.I..
Il doppiaggio italiano differisce dall'originale solo per l'edulcoramento di alcuni dialoghi, quali i riferimenti ad alcune tematiche adolescenziali come l'anoressia e i primi approcci alla sessualità, un esempio ricorrente sono le battute riguardanti le misure delle ragazze, che nella versione italiana sono il più delle volte alleggerite con frasi come "sei molto carina", anche se in altri casi sono state lasciate intatte soprattutto per il personaggio di Imadori che si riferisce spesso alle taglie delle ragazze senza mai specificare direttamente che sia riferito ai loro seni. Nella versione trasmessa in televisione furono inoltre tagliate diverse scene da alcuni episodi della prima serie; al contrario, la seconda non presentò censure video.
Tali modifiche furono operate per via della giovane fascia d'età del canale, ovvero Cartoon Network, che mandò in onda entrambe le serie, la prima dal 22 ottobre al 26 novembre 2007 mentre la seconda dal 4 febbraio al 10 marzo 2008 invece in chiaro giunse esclusivamente la prima stagione su Boing dal 5 aprile 2008. Nella trasmissione TV vi furono anche delle differenze per quanto concerne le sigle, che furono lasciate in lingua originale e quelle di chiusura vennero posizionate dopo le anticipazioni (al contrario della versione giapponese e di quella home video italiana), ma nella messa in onda su Cartoon Network quella d'apertura presentava un video diverso che mostrava un collage di varie immagini e spezzoni tratti da alcuni episodi e veniva sfumato il brano prima della conclusione effettiva, la medesima operazione venne adoperata con quella di chiusura dove la sigla veniva sfumata dopo pochi secondi, mostrando successivamente una schermata nera con i crediti del cast italiano, al contrario su Boing furono eliminate completamente le sigle. Durante la messa in onda della seconda serie venne riutilizzata la sigla d'apertura della prima serie con il medesimo patchwork mentre quella di chiusura venne omessa del tutto.
Nell'uscita home video di Dynit (la quale pubblicò esclusivamente la prima serie) il doppiaggio italiano è rimasto il medesimo ma sono state ripristinate tutte le scene tagliate in italiano e reinserite le sigle nell'ordine originale, inoltre sono stati tradotti i kanji presenti sui cartelli o nei pannelli, piuttosto frequenti in ogni puntata, che nella versione trasmessa in TV erano stati lasciati in lingua originale rendendo meno comprensibili alcune parti della storia.

## School Rumble Seiyū & Live Cast Performances

### School Rumble Presents Come! Come! Welcome? Party
Il 5 dicembre 2004 fu tenuto un concerto a cui ha partecipato il cast di doppiatori di School Rumble si è tenuto a Yokohama BLITZ. È stato pubblicato in DVD il 24 marzo 2005 e contiene le performance di:
- Yui Horie
- UNSCANDAL
- unicorn table
- Nanri Yuuka
- Kaori Shimizu
- Fukui Yukari
- Mamiko Noto
- Ami Koshimizu
- Hitomi Nabatame

### School Rumble Live Butai - Osarusan dayo Harima kun
Il 21 luglio 2005 si è tenuta una rappresentazione live estrapolata dalla stagione 1 di School Rumble ed è stata successivamente distribuita in DVD. Alla rappresentazione hanno partecipato:
- Ami Koshimizu come Tsukamoto Tenma.
- Hiroki Takahashi come Harima Kenji.
- Kitaura Michie come Karasuma Ooji.
- Akesaka Satomi come Tsukamoto Yakumo
- Koide Yuka come Sawachika Eri.
- Yoshida Mai come Suou Mikoto.
- Hyashi Mana come Takano Akira
- Sakamoto Mami come Ichijou Karen
- Miura Rikako come Tae Anegasaki
- Beshi Keiichi come Imadori Kyosuke.
- Yamageshi Mondo come Hanai Haruki.
- Mashiko Rie come Osakabe Itoko.